# Struebingianella lugubrina
Struebingianella lugubrina är en insektsart som först beskrevs av Karl Henrik Boheman 1847.  Struebingianella lugubrina ingår i släktet Struebingianella och familjen sporrstritar. Enligt den finländska rödlistan är arten sårbar i Finland. Arten är reproducerande i Sverige. Artens livsmiljö är tallmossar. Inga underarter finns listade i Catalogue of Life.